# Anglická abeceda

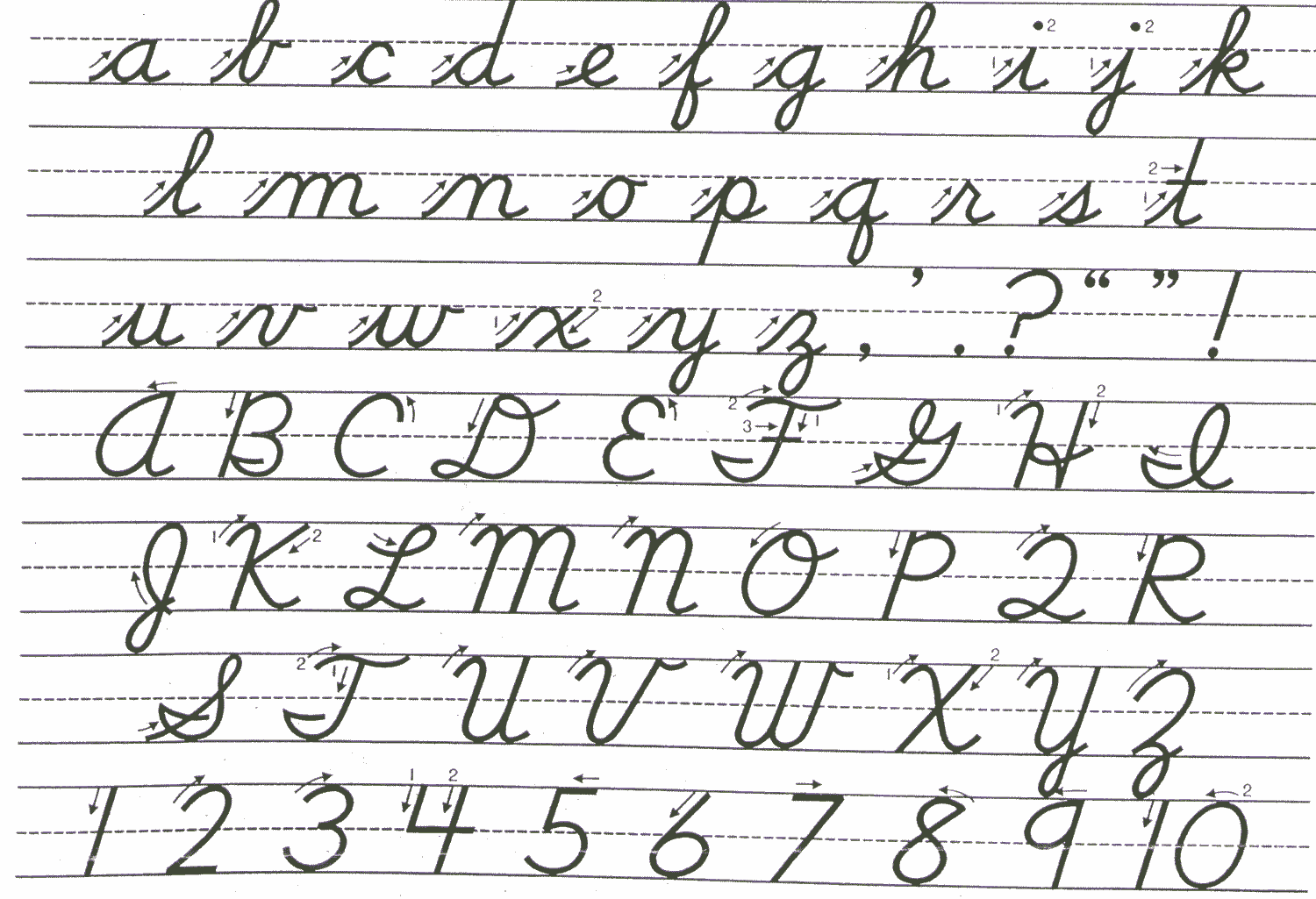
Ukázka psací podoby písmen anglické abecedy.

Jako anglická abeceda se označuje nejzákladnější část latinské abecedy, což je 26 základních písmen bez diakritiky (popř. 26 malých a 26 velkých písmen), která jsou používána v anglických slovech. V abecedním pořádku to jsou:
A B C D E F G H I J K L M N O P Q R S T U V W X Y Z
Výslovnost: ej, bý, sý, dý, ý, ef, dží, ejdž, áj, džej, kej, el, em, en, ou, pí, kjú, ár, es, tý, jú, vý, dabl jú, eks, váj, zí
Vzácně se ve přejatých slovech (jako např. výraz pro kavárnu café) mohou vyskytovat i písmena s diakritikou, nejčastěji písmeno É ve slovech přejatých z francouzštiny.
Tatáž sada znaků byla v 60. letech zásluhou rozvoje počítačového a telekomunikačního průmyslu ve Spojených státech přijata organizací ISO jako tzv. základní latinka ISO. Díky této normalizaci se dnes podpora těchto znaků dá očekávat od v podstatě libovolného zařízení (počítače, psacího stroje, mobilního telefonu, …), zatímco podpora jiných znaků (tzv. národních abeced) již nemusí být tak dokonalá.
Mnoho počítačových systémů umí pracovat pouze se znaky této abecedy, v programovacích jazycích jsou obvykle v identifikátorech povolena pouze písmena anglické abecedy, číslice a znak podtržítka.